# نافيد خونساري
نافيد خونساري (بالإنجليزية:Navid Khonsari) (بالفارسية: نوید خونساری) مؤدي صوتي ومنتج ومدير ومؤلف ألعاب فيديو إيراني-كندي ولد سنة 1970 في مونتريال.

## أعماله
أدى صوت شخصية «دوين» في لعبتي GTA SA وGTA VC.

## وصلات خارجية
- نافيد خونساري على موقع IMDb (الإنجليزية)

صفحته على IMDb